# Limnichoderus naviculatus
Limnichoderus naviculatus är en skalbaggsart som först beskrevs av Thomas Casey 1889.  Limnichoderus naviculatus ingår i släktet Limnichoderus och familjen lerstrandbaggar. Inga underarter finns listade i Catalogue of Life.